# Let Yeti Airlines 691
Let Yeti Airlines 691 byl pravidelný mezinárodní let společnosti Yeti Airlines z letiště Tribhuvan v nepálském Káthmándú na letiště Pókhara. Dne 15. ledna 2023 havaroval letoun ATR 72 (imatrikulace 9N-ANC) při přistání. Na palubě bylo 72 lidí, přičemž 72 zemřelo.